# Anna Jesień
Anna Marta Jesień, geboren als Anna Olichwierczuk (Sokołów Podlaski, 10 december 1978) is een Poolse atlete, die gespecialiseerd is in de 400 m horden. Ze werd tussen 1999 en 2005 vijfmaal Pools kampioene. Op 1 juli 2005 verbeterde ze het Pools record tot 53,96 seconden. Ze nam viermaal deel aan de Olympische Spelen, maar won hierbij geen medailles.

## Biografie
Haat beste prestatie is het winnen van een bronzen medaille op het EK atletiek 2002 in München. Ze nam ook deel in de Poolse 4 x 400 m estafetteploeg en won hiermee tijdens deze kampioenschappen brons.
Na haar Poolse record in 2005 verbeterde ze zich verder en behoorde op het WK in Helsinki tot de drie beste lopers van de halve finale. In de finale werd ze vierde. Een dag later werd ze wederom vierde op de 4 x 400 m estafette. De estafetteploeg miste het brons op slechts 5 honderdste van een seconde. Op het WK in Göteborg liep ze op de 400 m horden naar een zesde plaats en won op de Poolse 4x400 meter estafette als slotloper het brons.
Op de WK 2007 in Osaka won ze een bronzen medaille op de 400 m horden in 53,92 achter Joelia Petsjonkina (zilver) en Jana Rawlinson (goud). In 2008 drong ze bij de Olympische Spelen van Peking voor het eerst in haar sportieve loopbaan door tot de olympische finale. Met een tijd van 54,29 behaalde ze een vijfde plaats.

## Titels
- Pools kampioen 400 m horden - 2003, 2005
- Pools kampioen 400 m - 2006

## Persoonlijke records
| Onderdeel    | Prestatie | Datum            | Plaats   |
| ------------ | --------- | ---------------- | -------- |
| 200 m        | 24,05 s   | 5 juli 2008      | Szczecin |
| 400 m        | 51,74 s   | 25 mei 2007      | Warschau |
| 400 m horden | 53,86 s   | 28 augustus 2007 | Osaka    |

## Palmares

### 400 m horden
Kampioenschappen
- 2000: 4e in serie OS - 57,36 s
- 2001: 5e in ½ fin. WK - 55,64 s
- 2002:  EK - 56,18 s
- 2003: 4e in serie WK - 56,07 s
- 2004: 4e in serie OS - 56,03 s
- 2005:  Europacup - 54,90 s
- 2005: 4e WK - 54,17 s
- 2005: 4e Wereldatletiekfinale - 55,22 s
- 2006: 5e Europacup - 56,74 s
- 2006: 6e EK - 55,16 s
- 2006: 4e Wereldatletiekfinale - 55,16 s
- 2006:  Wereldbeker - 54,48 s
- 2007:  WK - 53,92 s
- 2007:  Wereldatletiekfinale - 54,17 s
- 2008: 5e OS - 54,29 s
- 2008: 6e Wereldatletiekfinale - 55,44 s
- 2009:  EK team - 54,82 s
- 2009: 4e in ½ fin. WK - 54,82 s
- 2009: 5e Wereldatletiekfinale - 54,98 s
- 2012: 7e in ½ fin. OS - 56,28 s

Golden League-podiumplaatsen
- 2005:  Meeting Gaz de France - 53,96 s
- 2005:  Bislett Games - 54,43 s
- 2005:  ISTAF - 55,09 s
- 2006:  Golden Gala - 54,57 s
- 2008:  Golden Gala - 54,71 s
- 2009:  Golden Gala - 54,31 s
- 2009:  Meeting Areva - 54,37 s

Diamond League-podiumplaatsen
- 2010:  Shanghai Golden Grand Prix - 55,12 s

### 4 x 400 m estafette
- 2002:  EK - 3.26,15
- 2008: 6e in serie OS - 3.28,23
- 2012: 5e in serie OS - 3.30,15